# Гарланд (Небраска)
Гарланд (енгл. Garland) град је у америчкој савезној држави Небраска.

## Демографија
По попису из 2010. године број становника је 216, што је 31 (-12,6%) становника мање него 2000. године.
| Група             | 2000.       | 2010.       |
| Белци             | 242 (98,0%) | 213 (98,6%) |
| Афроамериканци    | 0 (0,0%)    | 2 (0,9%)    |
| Азијати           | 0 (0,0%)    | 1 (0,5%)    |
| Хиспаноамериканци | 4 (1,6%)    | 0 (0,0%)    |
| Укупно            | 247         | 216         |